# ماجد الحقيل
ماجد بن عبد الله بن حمد الحقيل وزير البلديات والإسكان السعودي منذ 24 يناير 2021، وكان سابقًا وزير الإسكان السعودي منذ 13 يوليو 2015، ووزير الشؤون البلدية والقروية المكلف منذ 25 فبراير 2020 قبل دمج الوزارتين تحت مسمى «وزارة البلديات والأسكان »، شغل منصب العضو المنتدب لشركة رافال للتطوير العقاري، ورئيس برنامج الإسكان.

## الدراسة والتحصيل العلمي
حصل على بكالوريوس محاسبة من جامعة الملك سعود عام 1985م. أكمل دراسة الماجستير في إدارة الأعمال بجامعة إلينوي إربانا شامبين عام 1998 - 1999م بالولايات المتحدة الأمريكية. ثم حصل على شهادة الزمالة المحاسبية الأمريكية في نيو مكسيكو عام 1999م، كما شارك في برنامج تطوير التنفيذيين PED من المعهد الدولي للتطوير الإداري IMD - لوزان - سويسرا عام 2006.

## حياته العملية
تولى منصب نائب المدير المالي بمؤسسة النقد العربي السعودي من عام 1990 إلى 1998 ثم عُيّن مديرًا للشؤون المالية والمدير العام للتصدير في شركة الصافي دانون 2003 - 2007. واختير عضوًا منتدبًا ورئيسًا تنفيذيًا لشركة رافال للتطوير العقاري من 2007 حتى 2015 حيث تم إنشاء وافتتاح برج رافال السكني بارتفاع فاق 300 متر، وحيازة سبع جوائز معمارية. في 13 يوليو 2015 عُيّن وزيرًا للإسكان ولازال في المنصب حتى حينه، وفي فبراير 2020 كُلّف بأعمال وزير الشؤون البلدية والقروية إضافة إلى عمله وزيراً للإسكان حتى 24 يناير 2021 حيث دمجت الوزارتان وأصبحت بمسمى الشؤون البلدية والقروية والإسكان وعين وزيراً لها بموجب أمر ملكي.

## عضوياته
- رئيس مجلس إدارة صندوق التنمية العقارية.
- رئيس برنامج الإسكان التابع لرؤية المملكة 2030.
- رئاسة مجلس إدارة الشركة السعودية لإعادة التمويل.
- رئاسة مجلس إدارة الهيئة العامة للعقار.
- عضو مجلس إدارة نيوم.
- عضو مجلس إدارة شركة القدية للاستثمار.
- عضو مجلس إدارة شركة البحر الأحمر للتطوير.
- عضو مجلس إدارة مشروع أمالا.
- عضو مجلس إدارة روشن العقارية.
- رئاسة وعضوية عدد من الصناديق الاستثمارية.[4]
- عضويات في مجلس الإدارة لعدد من الشركات المساهمة منها: بنك الجزيرة، وشركة وفاء للتأمين. وفي الشركات المساهمة المغلقة: الجزيرة، وشركة ناس القابضة، وشركة رافال للتطوير العقاري. وفي المنظمات والجهات غير الربحية: منها مركز التحكيم التجاري السعودي. وفي الغرفة التجارية بالرياض (عضو اللجنة العقارية - رئيس لجنة المطورين العقاريين).

- إضافة إلى عضوية عدد من الهيئات والشركات.